# "The Spaghetti Incident?"
"The Spaghetti Incident?" é o quinto álbum de estúdio gravado pela banda de rock estadunidense Guns N' Roses. Marca também o fim da era clássica da banda. O disco consiste de covers de músicas punk e rock dos anos 70 e 80.
Muitas das faixas foram gravadas com o guitarrista original Izzy Stradlin, durante as sessões do Use Your Illusion I e II, e em seguida, as partes que ele ainda não tinha gravado até o fim de 1991 foram gravadas por Gilby Clarke. Essas faixas foram previamente destinadas a serem uma combinação dos Use Your Illusion, composto por três (ou possivelmente até mesmo quatro) discos, em vez dos dois discos separados que ele acabou sendo.
Foi o primeiro álbum gravado após a saída de Izzy Stradlin, que se desligou da banda no fim de 1991, sendo substituído por Gilby Clarke, e o último a ter Slash, Duff Mckagan e Matt Sorum. Foi também o único a contar com a participação de Gilby Clarke.

## Público e Crítica
A recepção de The Spaghetti Incident? não foi tão fervorosa quanto a dos últimos álbuns. Vendeu cerca de 190 mil cópias na primeira semana, alcançando a quarta posição na Billboard 200, bem menos que os outros álbuns da banda e o álbum foi duramente criticado pelas grandes revistas. Até hoje o álbum vendeu cerca de 1,5 milhões de cópias só nos EUA e 6 milhões em todo o mundo.
Apesar da recepção ruim, houve também outros motivos para a baixa quantidade de vendas do álbum, como a não realização de uma turnê para promover o álbum, além de a maioria dos integrantes da banda estarem envolvidos com projetos paralelos e só terem sido lançados três singles, sendo que dois deles eram versões para rádios.

## Controvérsia
Apesar de protestos dos companheiros de banda, Axl Rose incluiu uma faixa bônus "Look at Your Game, Girl", de Charles Manson. Axl, no entanto, declarou que pensava que a música havia sido escrita por Dennis Wilson, do The Beach Boys.

## Faixas
| N.º | Título                                    | Compositor(es)                                            | Artista original     | Duração |  |
| 1.  | "Since I Don't Have You"                  | Joseph Rock, James Beaumont                               | The Skyliners        | 4:20    |  |
| 2.  | "New Rose"                                | Brian James                                               | The Damned           | 2:38    |  |
| 3.  | "Down on the Farm"                        | Alvin Gibbs, Charlie Harper, Nicholas Garrett             | U.K. Subs            | 3:29    |  |
| 4.  | "Human Being"                             | Johnny Thunders, David Johansen                           | New York Dolls       | 6:48    |  |
| 5.  | "Raw Power"                               | Iggy Pop, James Williamson                                | The Stooges          | 3:12    |  |
| 6.  | "Ain't It Fun"                            | Cheetah Chrome, Peter Laughner                            | Dead Boys            | 5:06    |  |
| 7.  | "Buick Mackane (Big Dumb Sex)"            | Marc Bolan, Chris Cornell                                 | T. Rex & Soundgarden | 2:40    |  |
| 8.  | "Hair of the Dog"                         | Dan McCafferty, Pete Agnew, Manny Charlton, Darrell Sweet | Nazareth             | 3:55    |  |
| 9.  | "Attitude"                                | Glenn Danzig                                              | Misfits              | 1:27    |  |
| 10. | "Black Leather"                           | Steve Jones, Paul Cook                                    | Sex Pistols          | 4:09    |  |
| 11. | "You Can't Put Your Arms Around a Memory" | Johnny Thunders                                           | Johnny Thunders      | 3:35    |  |
| 12. | "I Don't Care About You"                  | Lee Ving                                                  | Fear                 | 2:07    |  |
| 13. | "Look at Your Game, Girl"                 | Charles Manson                                            | Charles Manson       | 2:34    |  |

## Créditos
- W. Axl Rose - vocais, teclados em "Since I Don't Have You", kazoo em "Human Being"
- Slash - guitarras solo e rítmica, co-vocais em "Buick Mackane (Big Dumb Sex)", talkbox em "Hair of the Dog", backing vocals em "Attitude" e "I Don't Care About You"
- Duff McKagan - baixo, backing vocals, guitarra acústica, vocais e bateria em "You Can't Put Your Arms Around A Memory", vocais em "New Rose", "Attitude" e "You Can't Put Your Arms Around A Memory", co-vocais em "Raw Power"
- Dizzy Reed - teclados, piano em "Since I Don't Have You", backing vocals on "You Can't Put Your Arms Around A Memory"
- Matt Sorum - bateria, percussão, backing vocals, backing vocals em "Human Being" e "Attitude"
- Gilby Clarke - guitarra rítmica
- Izzy Stradlin - guitarra rítmica (não creditado)